# Guapachá
Guapachá es una agrupación cubano-boliviana de género tropical de salsa. El grupo se formó en 1994 en La Paz, entre un grupo de músicos bolivianos y cubanos, estos últimos residentes en por algunos años en Bolivia que llegaron desde Cuba a causa del régimen castrista. Aparte de salsa, también tocan el merengue y la cumbia colombiana. También han reeditados algunos temas musicales de otros artistas, entre ellos como de Ricardo Montaner. En 2009, lanzaron un nuevo disco titulado "Sabor cubano", con una fusión de reggaeton y cumbia.

## Integrantes
- Romil Travieso, Director general, trombón
- Yordanka Navarro, piano. teclado, coros y arreglos musicales
- Alejandro Gutierrez, cantante
- Iván Tórrez, bajo
- José Pomerino, percusión
- Cristian Murguia, Conga
- Pablo Machicado, teclado y guitarra

Página WEB : guapachapagoza.com

## Discografía

### Álbumes
Pa'Goza (1994)
- Te conozco bacalao
- Se perder
- La fiesta de pilito
- Loco de amor
- Los ejes de mi
- Carreta
- Aquí el que baila
- Quiero besar tu boca
- La cartera
- Mi paloma te planta

Pa'Lante (1997)
- Me va extrañar
- De mi enamorate
- Amame con tu experiencia
- Vitamina de amor
- Contigo en la distancia
- Ven boliviana
- Brujeria
- Muevete
- Te gusto
- Oye como va

Que pare el que tenga freno (2000)
- Que pare el que tenga freno
- Necesito una amiga
- Decide tu
- Vida loca
- Ula la la la
- Fantástico amor
- Nunca lo pensaste
- El poder de tu amor
- Chica Verde
- El baile del Toca Toca
- Que pare el que tenga freno

A lo cubano (2003)
- Así Baila el Cocodrilo
- Bésame
- La eliminación de los feos
- El viejo lo pongo yo
- Yo sé que es mentira
- Mujer niña y amiga
- Morena encarnación
- Mañana cuando te vea
- Que necesidad
- El malo
- La Caperucita
- A la hora que me llamen voy